# Isari
Isari  este un oraș în Grecia în Prefectura Arcadia.